# Hoplitis cypriaca
Hoplitis cypriaca är en biart som först beskrevs av Mavromoustakis 1938.  Hoplitis cypriaca ingår i släktet gnagbin, och familjen buksamlarbin.

## Underarter
Arten delas in i följande underarter:
- H. c. bayburtensis
- H. c. cypriaca